# 1492: فتح الجنة (ألبوم)
1492: فتح الجنة (بالإنجليزية: 1492: Conquest of Paradise)‏ تعتبر واحدة من أجمل ما أبدع المؤلف الموسيقي اليوناني الشهير فانجيليس, مدتها 4 دقائق و 42 ثانية, استعملت لأول مرة سنة 1992 في فيلم لريدلي سكوت يحمل نفس العنوان, ولاقت استحسانا كبيرا في أغلبية دول العالم خاصة الدول الأوربية, وقد اعتمد فانجليس في إنجازها على مزيج متناسق من الأصوات البشرية وقرع الطبول.

## وصلات خارجية
- 1492: فتح الجنة (ألبوم) على موقع أول موفي (الإنجليزية)